# Broughton (Edimburgo)
Broughton è un'antica baronia feudale, oggi all'interno della City di Edimburgo, in Scozia. I suoi confini sono definiti, approssimativamente, con Leith Walk a sud-est, Broughton Street a sud-ovest, Broughton Road nel nord-ovest e McDonald Road a nord-est. Intorno a Broughton troviamo i quartieri di Greenside, New Town, Canonmills, Pilrig e Calton Hill.
La strada principale di Broughton, Broughton Street, è al centro dell'"Edinburgh's pink triangle", una zona della città con un alto numero di bar gay e club, tra i quali il The Street all'angolo di Broughton Street and Picardy Place, La Sala tapas bar al numero 60, ed il Blue Moon café, appena fuori Broughton Street.
La Gayfield Square Police station, che troviamo nei racconti dell'Ispettore Rebus ad opera dello scrittore edimburghese Ian Rankin, è sita in Gayfield Square, a sud-est di Broughton.